# Contrato de transporte
El contrato de transporte es un contrato en virtud del cual una persona (física o jurídica) se obliga a trasladar de un lugar a otro, por tierra, mar, canales, lagos o ríos navegables o aire, pasajeros o mercaderías ajenas, y a entregar estas a la persona a quien vayan dirigidas, a cambio de una contraprestación económica.
El contrato de transporte puede ser verbal; en general, se materializa en la llamada «carta de porte», cuya emisión no es obligatoria, una vez extendida representa el título legal del contrato, tiene una utilidad probatoria trascendente. Las partes pueden exigirse mutuamente la carta de porte.
Un contrato de transporte regula:
1. La responsabilidad del transportista.
2. Los plazos para reclamar daños, tanto aparentes como ocultos.
3. Los plazos de prescripción de las reclamaciones.
4. Las indemnizaciones.

Una carta de porte debe contener, como mínimo: nombre y domicilio de las partes y demás sujetos intervinientes, descripción de las mercancías a transportar y de su estado, ruta convenida, plazo y lugar de entrega, firmas y fecha. Tiene dos funciones importantes: es el elemento probatorio del contrato de transporte y representa el título de propiedad de la mercadería.

## Elementos de un contrato de transporte

### Elementos personales o intervinientes
- Porteador, transportador, transportista (tierra y aire) / Patrón, barquero (agua): Es el que contrae la obligación del traslado.
- Cargador, expedidor, remitente o consignante: Es el que por cuenta propia o ajena encarga el traslado de personas o mercadería a un porteador.[Nota 1]
- Consignatario[Nota 2] o destinatario: es la persona a quien se envían las mercaderías. Una misma persona puede ser a la vez cargador y consignatario.

### Elementos reales
- Mercancía: bienes o materiales que se van a transportar.
- Monto o Precio: contraprestación económica que recibe el porteador por realizar el servicio de transporte.[Nota 3]

### Elementos formales
El documento que refleja el contrato de transporte varía según el medio de transporte. A su vez, el medio de transporte se elige en función de las mercancías que componen el envío y de otros factores como: urgencia, coste, distancia entre los puntos de recogida y de entrega...
Sea cual fuere el documento, siempre incluye: datos del remitente y del destinatario, fecha y lugar de la carga, número de bultos y su identificación, descripción de la mercancía, peso bruto y peso neto, forma de pago (portes pagados o portes debidos). Además, es aconsejable incluir los datos del consignatario o agente intermediario del transporte, instrucciones para la manipulación de la mercancía, el precio y los gastos complementarios.

#### Transporte terrestre
1. En el transporte por carretera se emite una «carta de porte» por carretera. Si el transporte es internacional puede acogerse a diversos convenios (CMR, TIR, ATA...)[1]
2. En el transporte por ferrocarril se emite una «carta de porte»  transporte ferroviario. Los convenios internacionales son similares a los anteriores (Convenio CIM, TIF)[Nota 4]

#### Transporte marítimo
1. En línea regular se emite el conocimiento de embarque o Bill of Lading, B/L, con sus muchas variantes. El transporte internacional de mercancías por mar está pendiente de que entren en vigor las Reglas de Róterdam.
2. En régimen de fletamento se suscribe una «póliza de fletamento».

#### Transporte aéreo
En el transporte aéreo se emite el conocimiento aéreo o Air Waybill, AWB, similar al B/L marítimo.

#### Transporte multimodal
En el transporte multimodal, por analogía con el transporte terrestre, se formaliza una «carta de porte» FIATA.

## Características del contrato de transporte
El contrato de transporte es:
1. nominado: se encuentra regulado por la ley.
2. bilateral: se obliga tanto el cargador como el porteador.
3. consensual: se perfecciona por el mero consentimiento de las partes.
4. oneroso: las partes perciben las utilidades y se gravan recíprocamente en beneficio mutuo.
5. conmutativo: las prestaciones de las partes son equivalentes. La equivalencia de las prestaciones es un concepto jurídico que implica una presunción legal, por lo que ambas prestaciones no tienen por qué tener el mismo valor económico en la práctica y, muy frecuentemente, así sucede.
6. principal: subsiste por sí mismo, sin la necesidad de otro contrato.
7. de resultado: no exige pactar los medios concretos para obtener el resultado deseado.

## Efectos del contrato de transporte

### Derechos y obligaciones del cargador

#### Obligaciones del cargador
- Entregar las mercaderías al porteador.
- Suministrar documentos necesarios para el transporte de la mercancía o las personas.
- Pagar el porte o flete convenido, si se ha contratado a «portes pagados».
- Seguro por parte del contratista.

#### Derechos del cargador
- Derecho a la ejecución de la prestación convenida.
- Derecho a dejar sin efecto el contrato.
- Derecho de preferencia.
- A variar la consignación de las mercancías mientras estuvieren en camino.

•	La principal obligación del cargador: Consiste en el pago del precio y los gastos del transporte, que a tenor del artículo 39 de la Ley 15/2009, de 11 de noviembre del Contrato de Transporte Terrestre de Mercancías, deberán ser abonados una vez cumplida la obligación de transportar y puestas las mercancías a disposición del 
•	Paralizaciones: Cuando el vehículo haya de esperar un plazo superior a 1 hora hasta que se concluya su carga y estiba o desestiba y descarga, el porteador podrá exigir al cargador una indemnización en concepto de paralización, destinatario.
•	Esencial formular Reservas: Para que el cargador pueda exigir responsabilidades al porteador será necesario que le manifieste por escrito sus reservas dentro de los siguientes 7 días naturales a la entrega. Estas previsiones del artículo 60 de la Ley de Contrato de transporte presumen que las faltas de reservas se efectúan como consecuencia de la correcta ejecución del transporte.

### Derechos y obligaciones del porteador

#### Obligaciones del porteador
- Realizar el porte.
- Custodiar y conservar la carga.
- Entregar la carga al consignatario.

#### Derechos del porteador
- Derecho al cobro del porte o flete convenido.

### Obligaciones del consignatario o destinatario
- Otorgar el recibo de las mercaderías transportadas.
- Pagar al porteador el porte o flete y los gastos en que haya incurrido, si se ha contratado a «portes debidos».